# 山岡町
山岡町（やまおかちょう）は、岐阜県恵那郡にあった町である。2004年10月25日に周辺市町村との合併により恵那市となり、自治体名としては消滅。同時に恵那市の町名として山岡町が設定された。

## 大字・字
- 大字:久保原
- 字:安野入、休場、丸山、檜洞、沖、竹之上、岩ケ洞、鳶ケ巣、中西前、北洞、殿外津、稲葉下、大久手、立岩、申堂前、横吹、宮野前、三升蒔、細洞、柏崎、藤上、權田、芋ケ洞、木屋ケ入、井野口、大久醐、町名平、梅平、西大平、樫木、古野川、向古野川、東山上ケ平、福神平、端田、東上
- 大字:馬場山田
- 字:三角、一貫平、峯山、青木、亀割、飯高、兼平、八升蒔、松原、南ケ洞、元替戸、小名畔、矢矧下、矢矧、河原田、水口、牛ケげい、新道、前田、なまず、菅洞、中根、丸山、百田、石ケ洞、小玉石、五反田、的場、角替戸、吉原、溝洗、鹽田、唯刈、瀧の上、芋ケ洞、眞菰、大湫、高根澤、茱萸ケ洞、言洞、花白、賢女、市場、岩羽根、坊田、玉角、平坂、和田、徳田、清崎、高美、萬場、岩原、漆坪、中田、堀田、寺尾、狐塚、堤ケ洞、關屋、仁王淵、蝶々洞、九斗蒔、大音寺、鎌田、奈免入、山中、大平、榛の木、燈籠、中平、山際、田澤、飛渡、田中、中長、中芝、麓、姥石、大長洞、山野田、鼠平、山之神、上根通、下根通、陣中、中島、櫻ケ根、大苗代、殿田、おつた切、細畑、釜井、銀杏木、切岸、道鎮、折坂、栃洞、高根、成瀬、大入、道洞、中入、堀、小石原、畑中、牧前、大洞、濱井場
- 大字:上手向
- 字:瀬木、井の上、経塚、升田、日向、日向前、丁田、三つ石、石平前、石平、石平洞、狐塚、岩羽佐間、八つ田、野牛ケ洞、井戸洞、山之神、城ケ峯、掛地、一之明、高柳、竹の下、七切、石橋、向田、戸地洞、小洞、奥戸地洞、薬研、池ケ洞、桵、梅ケ洞、奥洞、圓坂、雨洗美、講念田、立岩、檞崎、永坂、於齟齬、梨木、丁内洞、源太洞、落ケ澤、東鹽坂、水晶ケ峯、はしばみ口、西ケ洞、扇田、中洞、無量寺洞、無量寺、地蔵縄手、曲淵、平床、大梅院、畳屋、東上市場、西上市場、久古、蔵王田、福神平、蔵王田上、蔵王ケ峯、御嶽ケ洞、八升蒔、はまゐ場、上浮坪、下浮坪、又平田、日やけ田、羽佐間、大功、あくま、神田、御屋敷、狸洞、野志越内、大洞、佛田、朴の木、山崎、根側、黒羽根、草原、取手、石ケ洞、五兵入、堂ケ洞、井之口、左場、佃ケ洞、さいかち、篠ケ洞、柳ケ洞、押田、押田洞、鳥居前、向畑、長楽寺、大正寺下、大正寺、姫口、別荘
- 大字:下手向
- 字:一丁田、吉高、芦原、安免、繁廣、鷹ケ平、大沼、八重洞、落合、下平、冷川、土岐坂、石戸、居守ケ池、野田、明ケ澤、郡上、雲路、二百山、木伐戸、神戸、池の尻、上神田、中島、荒木、西間洞、東間洞、浮坪、下神田
- 大字:釜屋
- 字:雲地、天地、天地平、石橋、油田、四反田、斧砥、神田、上の平、下の平、下道地、黒地、鶴岡、花木、西洞、高瀬、稲尾戸、石川、折立、國地、引地、百畔、市場、大洞、本蔵、中屋、轟、梅の木、金張、山崎、横山、新田、中一本木、下一本木、向田
- 大字:原
- 字:立野、大牧、足澤、黒谷、洞口、中洞、大西、引地、中洞道下、下沼、竪岩、道下通、小万場、札の辻、切山、天地平、山脇、大坪、向山、長澤
- 大字:田代
- 字:與助畑、青木、張切、馬留、蔭曳、大日向、檜ケ峯、留守ケ洞、下留守ケ洞、水口、中沼、薬師前、湯舟、廣瀬、下ケ洞、小田代、横平、石神下、五斗代、鳶ケ巣、東山、向田、坂の尻、池ケ洞、下そうれい、上の畑、中畝、上屋敷、大平、清水戸、洞山、奥小屋、笹平、花立、川平、西山、郭好

## 地理
岐阜県の南東部に位置しており、美濃三河高原に属する丘陵の町である。
町域のほぼ全域が土岐川の流域に属し、支流の小里川が町域の中央を横断する。小里川は町西部で渓谷を形成しており、瑞浪市との境域に2003年に完成した小里川ダムがある。
内陸性の気候であるため、冬は乾燥し朝晩の冷え込みが激しい。古くからこの冬期の気候を利用した寒天の生産がさかんであり、特に細寒天（糸寒天）の生産量は全国一である。
町名は合併時の2村（遠山村、鶴岡村）から1字ずつ取った合成地名である。明瞭な中心性をもった集落はなく、小〜中規模の集落が点在して町を形成している。旧村の村境に、ほとんどの公共施設を集約している。
- 山：夕立山
- 河川：小里川

### 隣接していた自治体
- 恵那市、瑞浪市
- 恵那郡 岩村町、明智町、上矢作町

## 歴史
- 神亀元年(724年)、荒木郷の郷主　荒木田信足が、白山比咩神社を創建し、 伊勢神宮 外宮の渡会久光の次男の渡会久主を招いて社主とし荒木郷の総鎮守とした。
- 平安時代は遠山荘の淡気郷の一部。
- 鎌倉時代〜戦国時代は明知遠山氏の領地。
- 天正2年(1574年)、武田勝頼が遠山氏を攻撃するために東濃に侵攻しした際に、白山比咩神社や圓蔵寺が焼討された。
- 平安時代末期から戦国時代末期まで、恵那郡遠山荘の一部。岩村城を拠点とする地頭であった遠山氏の所領。
- 江戸時代馬場山田村は飯高が尾張藩領その他は岩村藩領とに分かれていた。飯高は、戦国時代の末期まで萬勝寺の寺領であったが関ヶ原の戦い後に岩村藩と旗本の明知遠山氏が領地を争って決まらなかった。そのため一旦は幕府の領地としたが、元和5年に尾張藩領に組み込まれた。久保原村は岩村藩領。その他の地区は旗本明知遠山氏の知行地。

### 沿革
- 1897年（明治30年）4月1日 - 馬場山田村、上手向村、久保原村が合併し遠山村となる。
- 1897年（明治30年）4月1日 - 下手向村、釜屋村、原村、田代村が合併し鶴岡村となる。
- 1955年（昭和30年）3月1日 遠山村と鶴岡村が合併し山岡町が成立。
- 2004年（平成16年）10月25日 恵那市、恵那郡岩村町・山岡町・明智町・串原村・上矢作町の1市4町1村で合併し恵那市となる。

## 経済

### 産業
- 寒天、とくに細寒天の生産量は全国一（シェア約9割）
- 原地区では良質の陶土を産する。

## 姉妹都市・提携都市
- 安塚町（新潟県、現：上越市）

## 地域

### 教育
- 山岡町立山岡中学校
- 山岡町立山岡小学校

### 2004年以前に廃校となった小中学校
- 山岡町立山岡東中学校（1958年廃校）
- 山岡町立山岡西中学校（1958年廃校）
- 山岡町立山岡東小学校（1964年廃校）
- 山岡町立山岡西小学校（1964年廃校）
- 山岡町立山岡小学校久保原分校（1974年休校）
- 山岡町立山岡小学校田代分校（1975年休校、1982年廃校）
- 山岡町立山岡小学校峰山分校（1966年廃校）

## 交通

### 鉄道路線
- 明知鉄道 - 花白駅 - 山岡駅

### バス
恵那市自主運行バス（平和コーポレーション委託）

### 道路
- 一般国道
  - 国道363号
  - 国道418号
- 主要地方道
  - 岐阜県道33号瑞浪上矢作線
- 一般県道
  - 岐阜県道405号下手向陶線
  - 岐阜県道406号久保原阿木線
  - 岐阜県道417号串原明智山岡線
- 道路の通称名
  - 恵南ささゆり街道

### 寺院
久保原
- 林昌寺(曹洞宗)

馬場山田
- 盛久寺(曹洞宗)
- 萬勝寺(臨済宗妙心寺派)

上手向
- 圓徳寺(臨済宗妙心寺派)

下手向
- 普門寺(曹洞宗)

原
- 円通寺(臨済宗妙心寺派)
- 薬師寺(曹洞宗)

## 名所・旧跡・観光スポット・祭事・催事
- 道の駅 おばあちゃん市・山岡[1]
- 爪切地蔵
- 花白温泉
- 萬勝寺(飯高観音)
- 郷土史料館
- かんてん村パーク
- 巨大水車 ‐ 日本で2番目に大きい直径24mの水車[2]。
- 磐座の森 ‐ 1999年には第一回イワクラ（磐座）・サミットが当地で開催された[3]
- 金刀比羅神社
- 陶業文化センター

## 関連人物
- 松本団升 - 歌舞伎振付師、歌舞伎俳優。山岡町名誉町民。